# وینتروپ (دهانه)

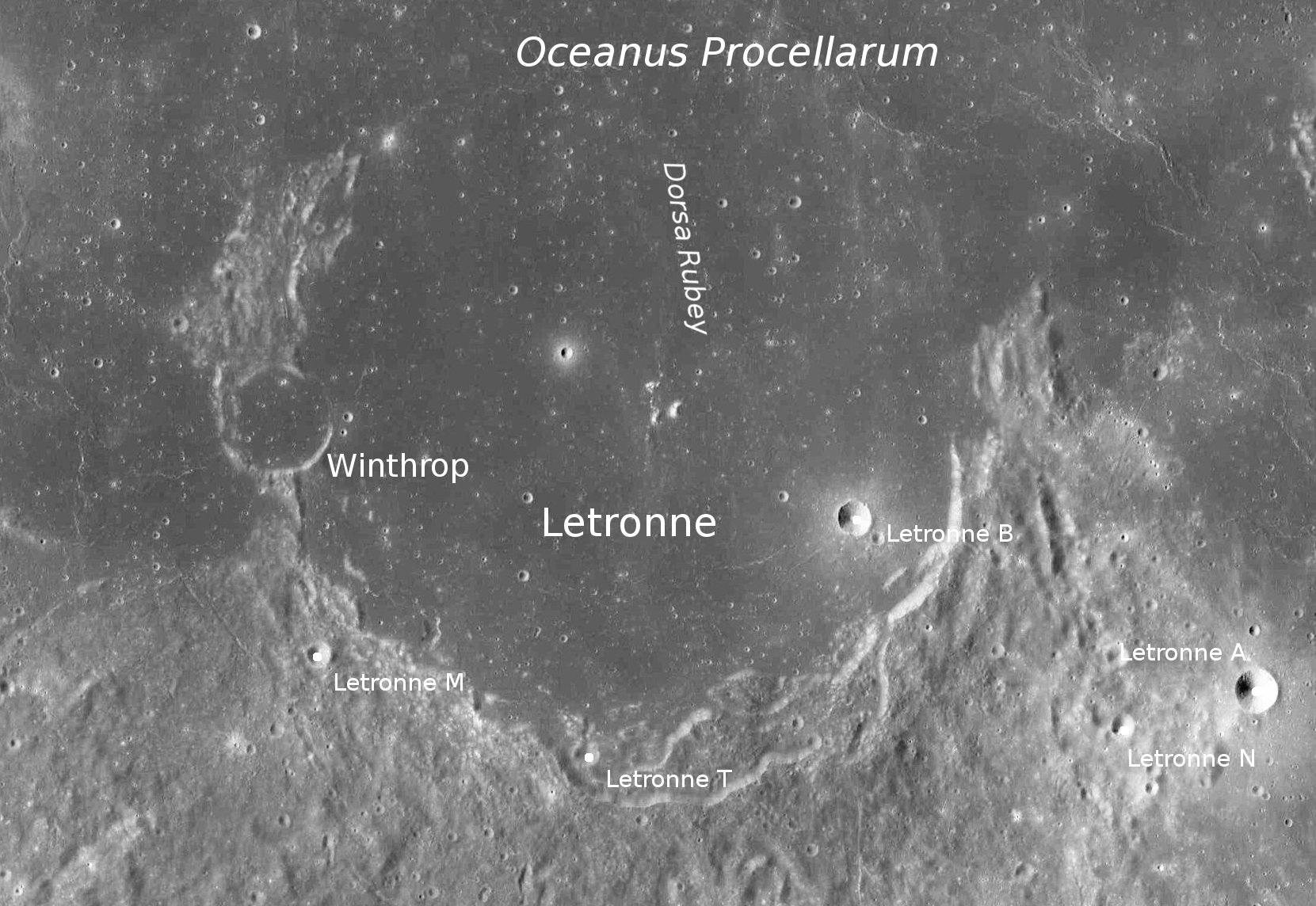
عکس هوایی از یک وینترپ

وینتروپ یک دهانه برخوردی در ماه‌ است.